# Vismarkt (Utrecht)
De Vismarkt is een straat langs de Oudegracht in de Nederlandse stad Utrecht. De circa 100 meter lange straat loopt van de Stadhuisbrug tot aan de Maartensbrug aan de oostzijde van de gracht. Halverwege de Vismarkt ligt vandaag de dag een brug die een pleintje vormt over de waterweg: de Kalisbrug. Tevens zijn er onder andere meerdere rijksmonumentale huizen, werfkelders en een werf te vinden.

## Kunst
Op de Kalisbrug staat een beeld van Theo van de Vathorst getiteld "Marktvrouwtje" uit 1976, geschonken door Vroom & Dreesmann. Ook ligt er een tegel met de titel "vrijheid", dat regels uit een essay van Jan Engelman bevat, die op de Vismarkt is geboren. Diverse lantaarnconsoles met beeldhouwwerk zijn langs het water te zien.

## Geschiedenis
Van de Oudegracht wordt vermoed dat deze hier ruwweg rond het jaar 1000 is aangelegd. Oostelijk ervan bevond zich de burcht Trecht met zijn machthebbers en het water vormde waarschijnlijk toen nog onderdeel van een omgrachting. Westelijk van de burcht lag de welvarende handelswijk Stathe. Als verbinding tussen de burcht en de wijk was er de Borchbrug (de Maartensbrug). Aan de burchtzijde stonden rond 1050 aan weerszijden van deze brug het bisschoppelijk paleis en het keizerlijk paleis Lofen, met daarachter diverse kerkelijke bouwwerken binnen de burcht.
Omstreeks 1200 werd op deze plaats aan de voet van de burcht vis verhandeld en de Vismarkt vormt de oudste markt van Utrecht. De vis werd vers gehouden met behulp van korven die in de gracht werden gehangen. Een markt in zout vond daarnaast rond 1200 plaats op deze locatie, het straatje aan de westzijde van de gracht is er naar vernoemd. Tussen 1250 en 1325 werden twee nieuwe bruggen halverwege de Vismarkt gebouwd: de Kalisbrug of Visbrug tezamen met de Corduanierbrug. De huidige Stadhuisbrug kent zijn vroegste vorm ook uit deze periode en bestond toentertijd nog uit de Huidenbrug en de Broodbrug. Rond 1550 versmolten halverwege de Vismarkt de bruggen tot één brug, door hetzelfde fenomeen is ook de Stadhuisbrug ontstaan. Met deze verbreding/overkluizing ontstonden twee pleintjes en meer ruimte voor handel.
Omstreeks 1650 werd de Kalisbrug gebruikt als visafslag en de straat wekelijks gebruikt voor markt. In 1892 werd een overkapping gebouwd op de Kalisbrug om de handelaren droog te houden. Tijdens de Duitse bezetting, in 1942, werd deze op last van de schoonheidscommissie afgebroken. In hetzelfde jaar werd een huisje op de brug geplaatst dat doet denken aan het afslaghuisje dat in 1892 verdween, maar dan meer naar achteren gepositioneerd.
Op de Vismarkt is de vis nu verdwenen; de laatste winkel, De Voest, sloot in 1970 zijn deuren. Vandaag de dag zijn er de terrasjes en op zaterdag is er nog één kraam over van een eens bloeiende postzegelmarkt.
In de landhoofden van de Kalisbrug bevinden zich een of meerdere brugkelders. Langs de gracht zijn werfkelders en een werf te vinden. Een deel van de panden aan de Choorstraat heeft echter aan de achterzijde de werf overbouwd. Het verbindingsstraatje tussen de Choorstraat/Steenweg en de Kalisbrug/Vismarkt draagt de naam Hanengeschrei.

## Fotogalerij

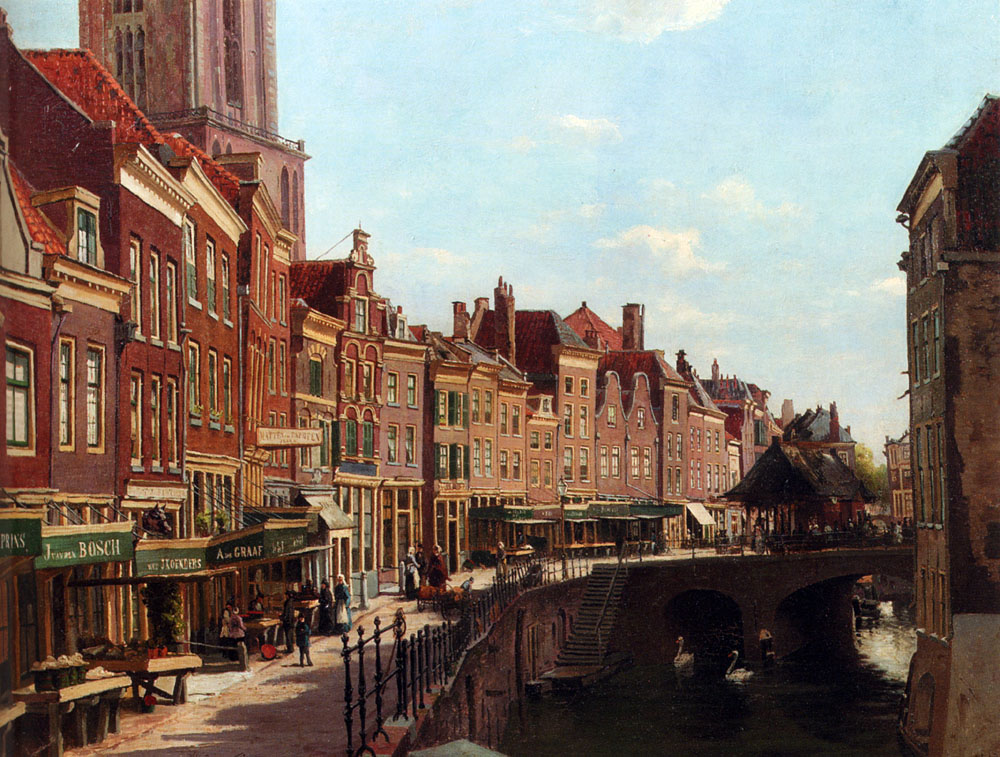
Gezicht op de Vismarkt vanaf de andere zijde geschilderd door Willem Oppenoorth in 1883.(in privécollectie)
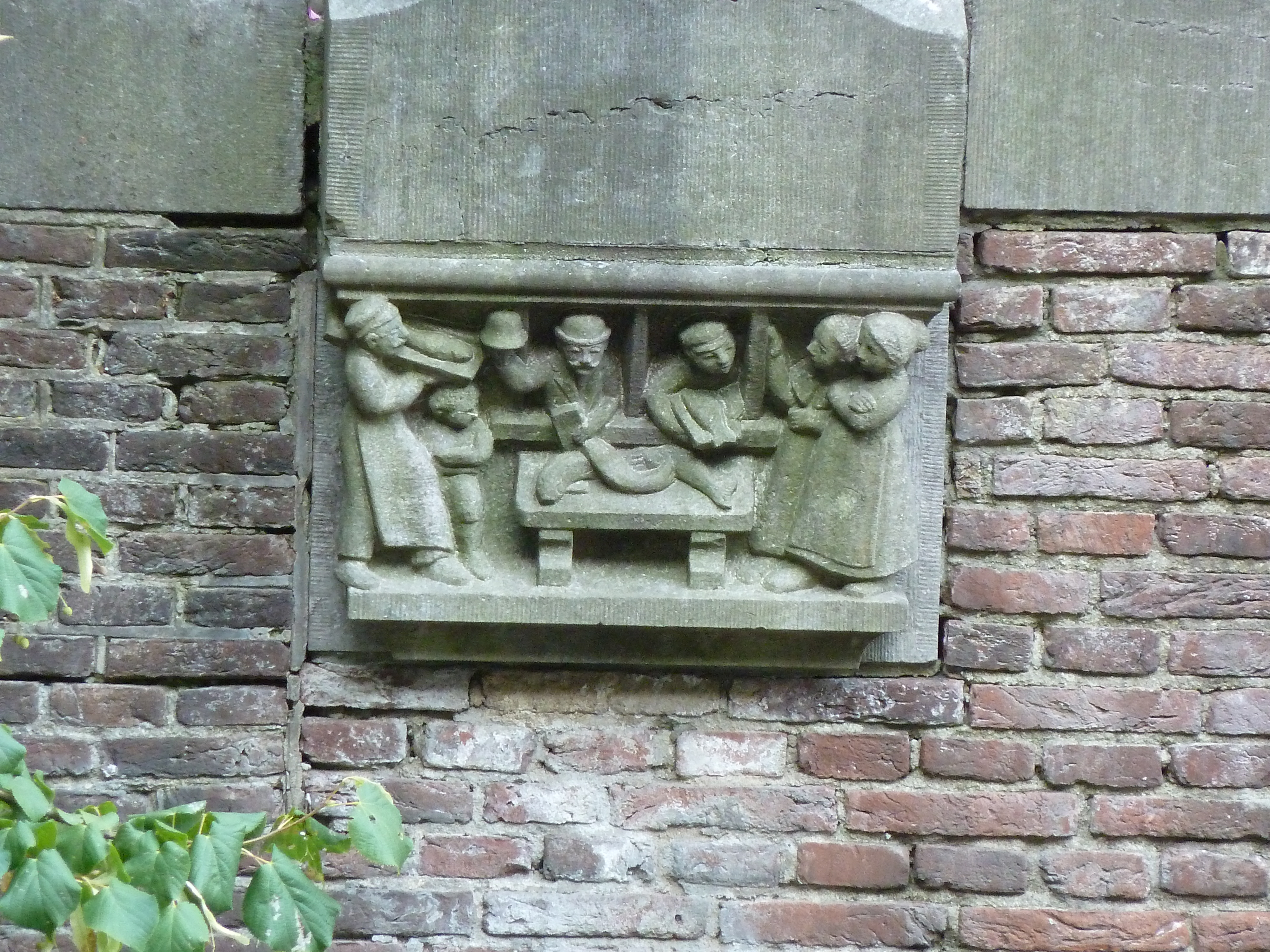
Lantaarnconsole De Visafslag.
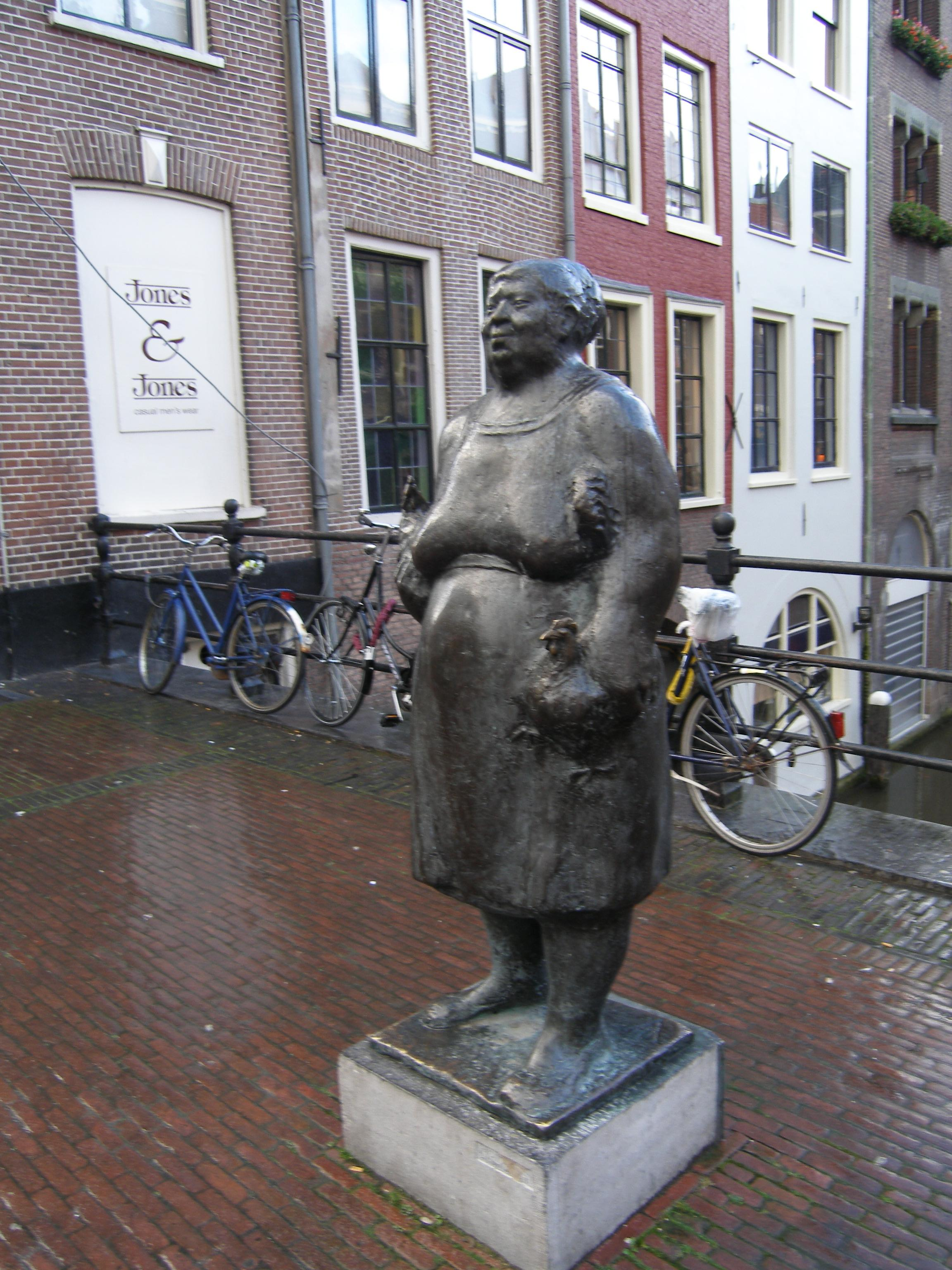
Marktvrouw van Theo van de Vathorst.

## Trivia
In 1875 haalde de Vismarkt de landelijke krantenkolommen (en zelfs sommige buitenlandse kranten) met 'het Vismarkt-schandaal'. Er waren dagenlang rellen en opstootjes naar aanleiding van een ruzie tussen bakker Frans de Laat en zijn dochter Maria. Vader verbood de relatie tussen de katholieke dochter met een protestante ex-knecht.